# Hogback von Luss

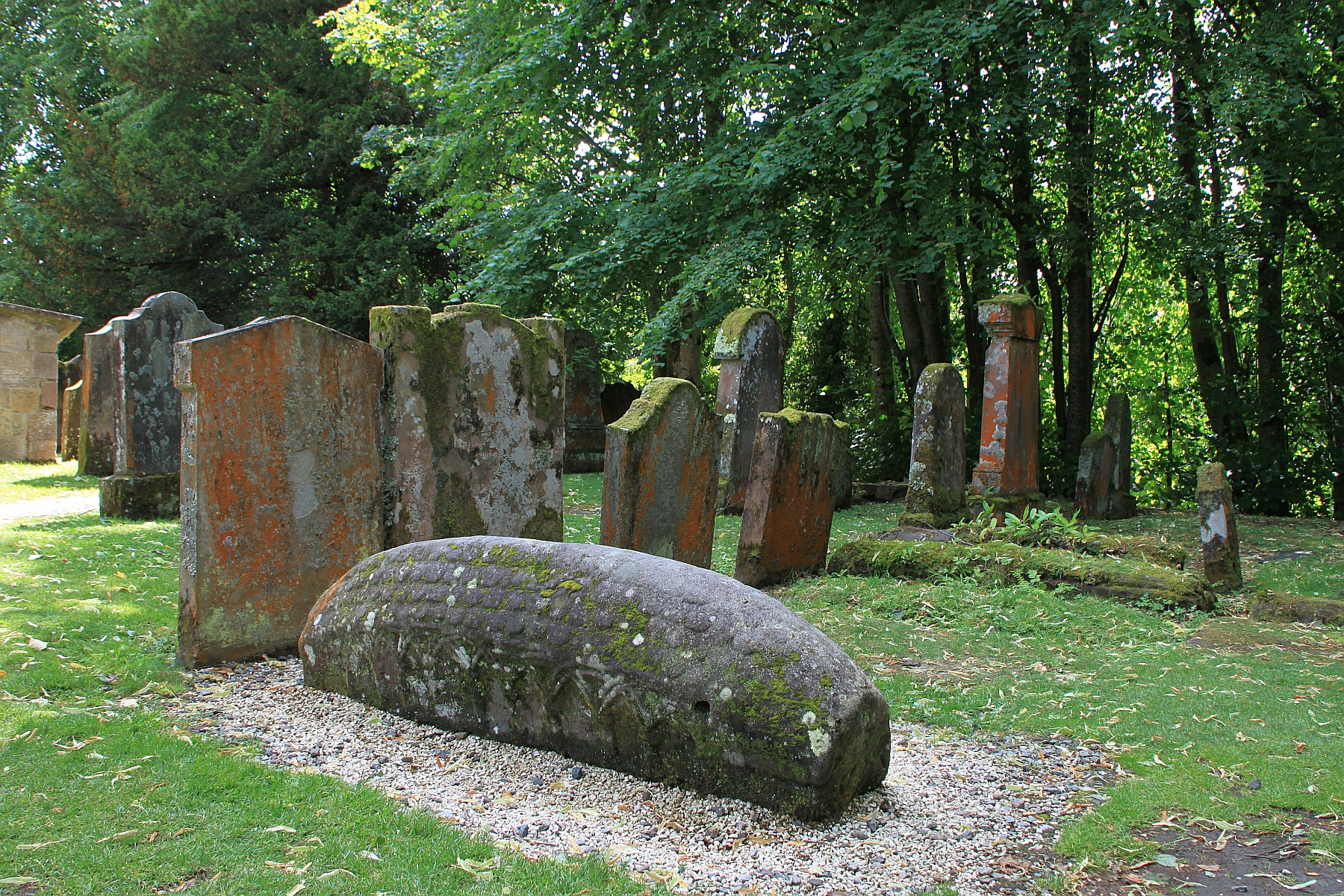
Luss Hogback

Der Hogback von Luss (schottisch-gälisch Lus) ist ein skulptierter anglo-skandinavischer Grabstein der Wikinger und liegt auf dem Friedhof der St Kessog Church in Luss (Schottland). Der Stein wird wohl zu Unrecht mit dem Loch Lomond-Überfall (englisch Lomond raid of 1263 – der letzten Schlacht der Wikinger) in Verbindung gebracht. Er zeigt eher die Reichweite der britisch-nordischen Hybrid-Kultur im Königreich Strathclyde (gälisch Srath Chluaidh, ursprünglich britisch: Ystrad Clud – deutsch „Tal des Clyde“) des 11. Jahrhunderts.

## Beschreibung
Der Hogback von Luss wurde 1926 ausgegraben war und bis vor kurzem von Moos bedeckt. Sein Umriss ist dem eines wikingerzeitlichen Gebäudes (vergleiche zum Beispiel Fyrkat und Trelleborg) nachempfunden, also das Dach über die Länge wie ein Schweinerücken gebogen und die seitlichen Wände gebaucht. Die unterschiedlichen Muster auf den Hogbacks sind skandinavisch. Der Hogback aus grauem Sandstein ist 1,78 m lang, in der Mitte 0,43 m hoch und etwa 0,4 m breit und verjüngt sich zu beiden Enden hin. Der erhöhte Kamm war etwa 60 mm breit, ist aber fast ausgegangen. Auf dem Dach gibt es vier Reihen von rundendenden Dachplatten. Die senkrechten Seiten wurden im romanischen Stil geschnitten. Die Nordseite trägt eine Arkade aus falschem Relief, von sich schneidenden doppelten wulstigen Rundbögen, die aus einfachen Säulen mit Blockkapitellen, ohne Basen entspringen. Die Südseite trägt in der Mitte eine Vierfach-Arkade mit einfachen Bogenköpfen. Rechts sind drei Rundbogen, ein Kreuz mit gewölbten Armen in falschem Relief und ein Triskele mit konkaven Seiten zu sehen.
Die Arkaden und Rundbögen sind eindeutig Veränderungen des folgenden Jahrhunderts, als beide Seitenflächen überarbeitet wurden. Das tegulierte Ornament von Luss findet sich im 12. und 13. Jahrhundert an mehreren der auf dem Kirchhof befindlichen Denkmäler. Auf dem Friedhof der St Kessog Church befinden sich auch zwei Cross Slabs.